# Metopothrix aurantiacus
A Metopothrix aurantiacus vagy Metopothrix aurantiaca a madarak (Aves) osztályának verébalakúak (Passeriformes) rendjébe és a fazekasmadár-félék (Furnariidae) családjába tartozó Metopothrix nem egyetlen faja.

## Rendszerezés
A családon belül a legközelebbi rokonai a Xenerpestes nembe tartoznak.

## Előfordulása
Bolívia északnyugati, Brazília nyugati, Kolumbia déli, Ecuador és Peru keleti részén honos. A természetes élőhelye a szubtrópusi és trópusi párás síkvidéki erdők és erősen degradált egykori erdők.

## Külső hivatkozások
- Képek az interneten a fajról
- Internet Bird Collection - videók a fajról
- Xeno-canto.org - a faj hangja és elterjedési területe